# Coupe d'Afrique des vainqueurs de coupe de football 1984
Navigation
Édition précédente Édition suivante
La Coupe d'Afrique des vainqueurs de coupe de football 1984 est la dixième édition de la Coupe d'Afrique des vainqueurs de coupe. 
Cette compétition qui oppose les vainqueurs des Coupes nationales voit le sacre du club d'Al Ahly SC d'Égypte, dans une finale qui se joue en deux matchs face aux Camerounais du Canon Yaoundé. Il s'agit du premier titre pour Al Ahly SC dans cette compétition et du deuxième succès africain pour le club, après la victoire en Coupe des clubs champions 1982.
La finale aurait dû voir s'affronter Al Ahly et l'Al Ahly Tripoli, mais les Libyens ont préféré déclarer forfait avant la finale, refusant de jouer contre le club égyptien. Par conséquent, la CAF décide de repêcher l'équipe éliminée par Al Ahly Tripoli en demi-finales, à savoir le Canon Yaoundé.

## Tour préliminaire
| Équipe 1         | Résultat | Équipe 2     | Aller | Retour |
| ---------------- | -------- | ------------ | ----- | ------ |
| Avia Sports      | -        | GD Lage      | 0 - 0 | -.     |
| Mighty Barrolle  | 3 - 0    | Hawks FC     | 3 - 0 | 0 - 0  |
| Panthères Noires | 1e - 1   | AS InterStar | 0 - 0 | 1 - 1  |

## Premier tour
| Équipe 1                        | Résultat | Équipe 2                | Aller | Retour |
| ------------------------------- | -------- | ----------------------- | ----- | ------ |
| OC Agaza                        | -        | CAP Owendo forfait      | -     | -      |
| Al Ahly SC                      | 5 - 1    | Olympique de Casablanca | 3 - 1 | 2 - 0  |
| Al Merreikh Omdurman            | 2 - 0    | KMKM Zanzibar           | 1 - 0 | 1 - 0  |
| 'Al Moqaouloun al-ArabT'        | 7 - 2    | Horsed FC               | 7 - 0 | 0 - 2  |
| Canon Yaoundé                   | 4 - 1    | Avia Sports             | 3 - 0 | 1 - 1  |
| Clube de Desportos Costa do Sol | 1 - 2    | Villa SC                | 0 - 2 | 1 - 0  |
| ASC Diaraf                      | 3 - 2    | Mighty Blackpool FC     | 2 - 0 | 1 - 2  |
| Dinamo Mina                     | 6 - 2    | Mbabane Highlanders     | 6 - 1 | 0 - 1  |
| Enugu Rangers                   | -        | Horoya AC forfait       | -     | -      |
| Étoile sportive du Sahel        | 1 - 2    | Al Ahly Tripoli         | 1 - 1 | 0 - 1  |
| Great Olympics                  | 4 - 0    | Djoliba AC              | 0 - 0 | 4 - 0  |
| MP Alger                        | 4 - 2    | Racing Club de Bobo     | 4 - 0 | 0 - 2  |
| Mighty Barrolle                 | 3 - 4    | AS Vita Club            | 2 - 1 | 1 - 3  |
| Panthères Noires                | 1 - 6    | Scarlets FC             | 0 - 3 | 1 - 3  |
| Red Arrows FC                   | 12 - 2   | Linare FC               | 9 - 1 | 3 - 1  |
| Requins de l'Atlantique FC      | 2 - 4    | ASEC Abidjan            | 2 - 1 | 0 - 3  |

## Huitièmes de finale
| Équipe 1             | Résultat | Équipe 2                 | Aller | Retour |
| -------------------- | -------- | ------------------------ | ----- | ------ |
| Al Merreikh Omdurman | 0 - 2    | Al Moqaouloun al-Arab'T' | 0 - 0 | 0 - 2  |
| Enugu Rangers        | 2 - 0    | OC Agaza                 | 1 - 0 | 1 - 0  |
| ASC Diaraf           | 2 - 4    | Al Ahly Tripoli          | 2 - 1 | 0 - 3  |
| Dinamo Fima          | 0 - 2    | Canon Yaoundé            | 0 - 1 | 0 - 1  |
| Great Olympics       | 2 - 3    | ASEC Abidjan             | 2 - 1 | 0 - 2  |
| MP Alger             | 2 - 3    | Al Ahly SC               | 1 - 0 | 1 - 3  |
| Scarlets FC          | 1 - 5    | Villa SC                 | 0 - 3 | 1 - 2  |
| AS Vita Club         | 2 - 2e   | Red Arrows FC            | 2 - 1 | 0 - 1  |

## Quarts de finale
| Équipe 1                 | Résultat | Équipe 2        | Aller | Retour |
| ------------------------ | -------- | --------------- | ----- | ------ |
| ASEC Abidjan             | 3 - 4    | Al Ahly SC      | 2 - 1 | 1 - 3  |
| 'Al Moqaouloun al-ArabT' | 2e - 2   | Villa SC        | 1 - 0 | 1 - 2  |
| Red Arrows FC            | 2 - 3    | Al Ahly Tripoli | 2 - 0 | 0 - 3  |
| Canon Yaoundé            | 5 - 3    | Enugu Rangers   | 5 - 0 | 0 - 3  |

## Demi-finales
| Équipe 1      | Résultat      | Équipe 2               | Aller | Retour |
| ------------- | ------------- | ---------------------- | ----- | ------ |
| Canon Yaoundé | 1 - 1 4-5 tab | Al Ahly Tripoli        | 1 - 0 | 0 - 1  |
| Al Ahly SC    | 1e - 1        | Al Moqaouloun al-ArabT | 0 - 0 | 1 - 1  |

## Finale
| Équipe 1      | Résultat      | Équipe 2   | Aller | Retour |
| ------------- | ------------- | ---------- | ----- | ------ |
| Canon Yaoundé | 1 - 1 2-4 tab | Al Ahly SC | 1 - 0 | 0 - 1  |

## Vainqueur
| Coupe d'Afrique des vainqueurs de coupe Vainqueur 1984 |
| ------------------------------------------------------ |
| Al Ahly SC Premier titre                               |